# Новый антисемитизм

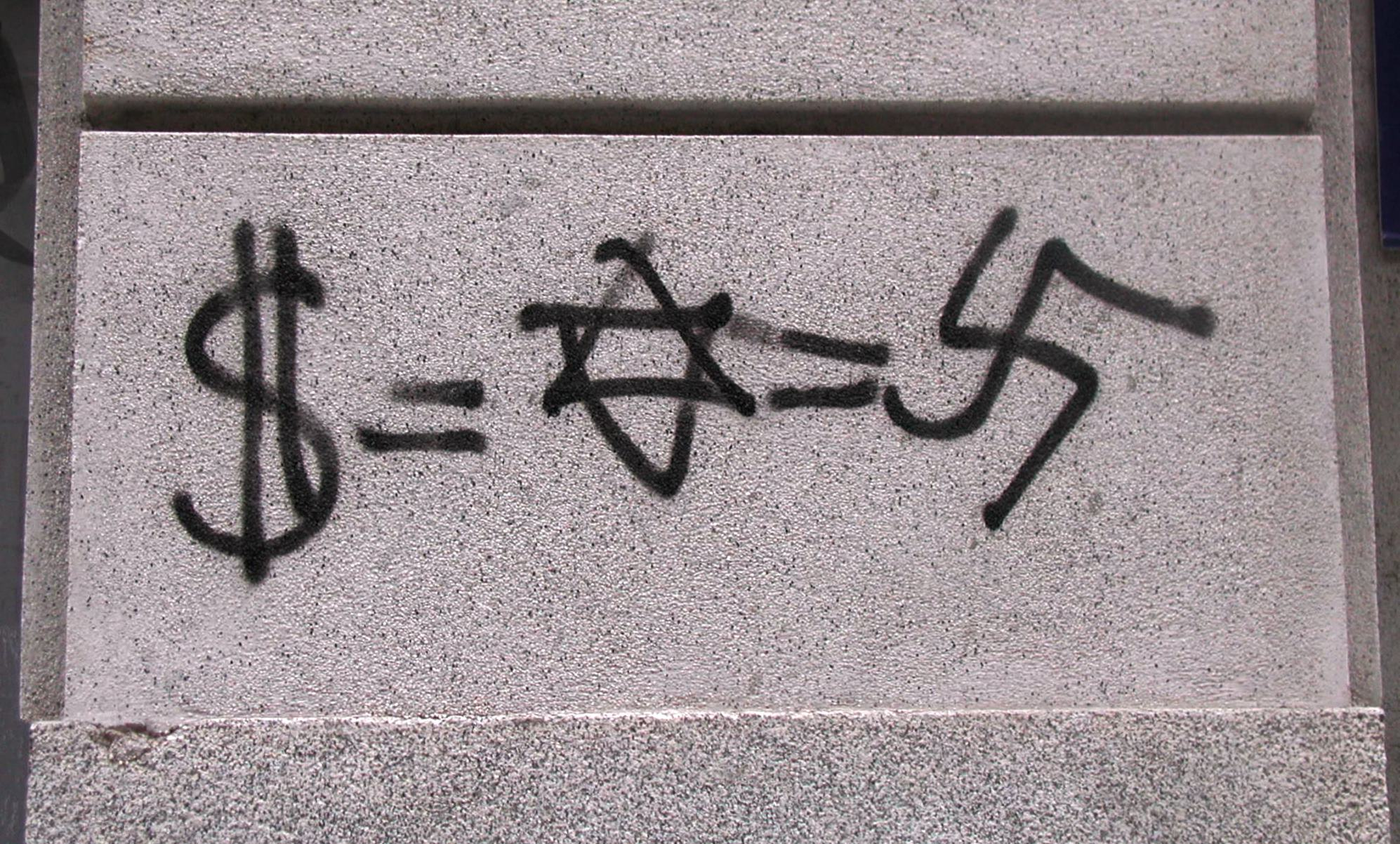
Граффити в Мадриде (Испания).

Новый антисемитизм (англ. New antisemitism) — существующая, по мнению ряда источников, форма антисемитизма. Эти источники считают, что во второй половине XX века и начале XXI века возник и развился новый вид антисемитизма, который появился одновременно из правой и левой частей политического спектра и радикального ислама и который главным образом пытается представить себя оппозицией по отношению к сионизму и Государству Израиль.
Автором термина является американский историк и неоконсервативный публицист Даниэль Пайпс.
Источники, полагающие, что новый антисемитизм существует, считают, что антисионизм, антиамериканизм, антиглобализм и «демонизация Израиля» или «двойные стандарты, применяемые к политике, проводимой Израилем», могут быть связаны с антисемитизмом или представлять собой скрытый антисемитизм. В этом смысле, показательно мнение Антидиффамационной лиги:

Сама по себе критика политики Израиля не является антисемитской. Суверенное Государство Израиль может критиковаться так же, как и любое другое государство мира. Но нельзя отрицать, что есть те, кто прикрывает антисемитизм критикой Израиля или «сионизма».
Оригинальный текст (англ.)Criticism of particular Israeli actions or policies in and of itself does not constitute anti-Semitism. Certainly the sovereign State of Israel can be legitimately criticized just like any other country in the world. However, it is undeniable that there are those whose criticism of Israel or of "Zionism" is used to mask anti-Semitism

Государственный департамент США отмечает, что критика Израиля переходит в антисемитизм, в частности, в тех случаях, когда политику Израиля сравнивают с политикой нацистской Германии, особенно с использованием аналогичной символики и карикатур.
Бывший министр юстиции Канады Ирвин Котлер полагает, что «… люди становятся антисемитами тогда, когда они призывают к уничтожению Израиля и евреев; когда они отказывают еврейскому народу в праве на самоопределение; когда они объявляют Израиль незаконным государством; … когда они придают Израилю нацистский характер; когда они отрицают Холокост или выделяют Израиль за дискриминационное отношение на мировой арене».
Эти новые определения были приняты Европейским мониторинговым центром по расизму и ксенофобии (European Monitoring Center on Racism and Xenophobia (EUMC)).
Профессор Альвин Розенфельд выделяет четыре признака, по которым новый антисемитизм отличается от старого:
1. глобальное распространение;
2. новые необоснованные обвинения против евреев — например, в распространении СПИДа в арабских странах;
3. наиболее ядовитыми источниками нового антисемитизма является не христианский мир, а мусульманский;
4. новый антисемитизм нередко принимает форму антисионизма.

Источники, отвергающие существование такого явления, как новый антисемитизм, полагают, что сторонники существования явления неправомерно объединяют понятия антисионизм и антисемитизм, что степень допустимости критики Израиля трактуется сторонниками термина как слишком узкая, а под их понятие демонизация подпадает слишком широкий спектр обвинений и критики в отношении Израиля. Кроме того, по мнению противников использования термина, он применяется для того, чтобы прекратить обсуждения политики Израиля. Использование слова антисемитизм не по назначению, по некоторым мнениям, ведёт к обесцениванию термина антисемитизм.